# Saint-Thibéry
Saint-Thibéry là một xã trong vùng Occitanie, thuộc tỉnh Hérault, quận Béziers, tổng Pézenas. Tọa độ địa lý của xã là 43° 23' vĩ độ bắc, 03° 25' kinh độ đông. Saint-Thibéry nằm trên độ cao trung bình là 19 mét trên mực nước biển, có điểm thấp nhất là 0 mét và điểm cao nhất là 80 mét. Xã có diện tích 18,47 km², dân số vào thời điểm 1999 là 2.200 người; mật độ dân số là 119 người/km².

## Thông tin nhân khẩu
| 1962  | 1968  | 1975  | 1982  | 1990  | 1999  |
| ----- | ----- | ----- | ----- | ----- | ----- |
| 1 745 | 1 888 | 1 808 | 1 874 | 2 076 | 2 200 |